# Teaterdirektören
Teaterdirektören (tyska: Der Schauspieldirektor), K. 486, är ett komiskt sångspel i en akt med musik av Wolfgang Amadeus Mozart. Libretto på tyska av Johann Gottlieb Stephanie.

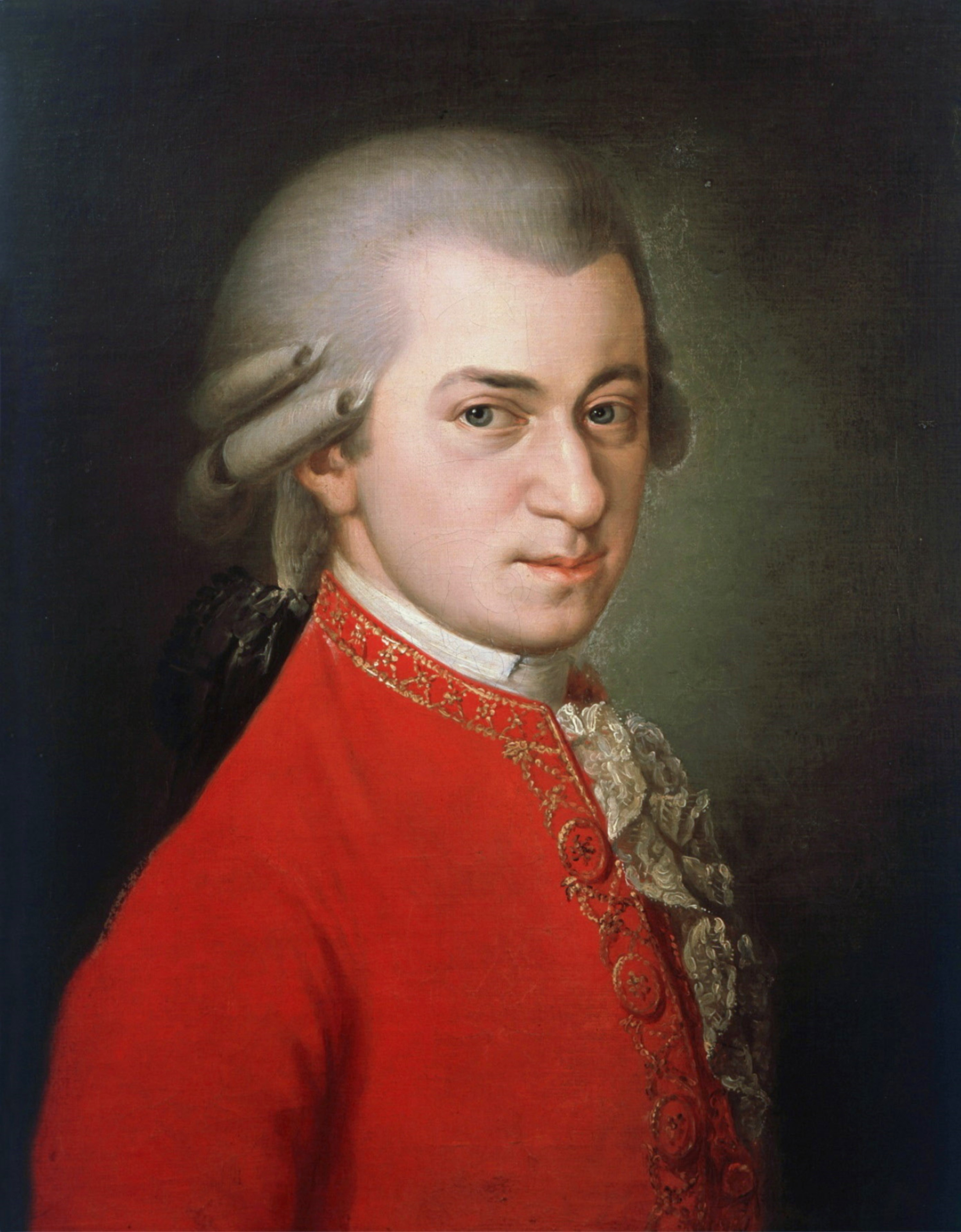
Wolfgang Amadeus Mozart

## Historia
Parodier på teaterlivet var oerhört populära på 1700-talet och nästan alla tidens librettister tog upp temat. Stephanie, som också hade skrivit librettot till Enleveringen ur seraljen, lade in aktuella anspelningar på teaterlivet i Wien men hade i övrigt fått idén från kejsar Josef II, som hade beställt verket till en fest på Schönbrunn med anledning av den nederländske ståthållarens besök i Wien. Operan är ett tillfällighetsstycke, en blandning av sångspel skådespel och med en ouvertyr, två arior, en terzett och en vaudeville. Mozart komponerade briljanta inlagor för sin svägerska och tidigare kärlek, Aloysia Weber. I likhet med Mozart hade även Antonio Salieri fått i uppdrag att skriva en komposition för festen och skapade buffaoperan Prima la musica e poi le parole ("Först musiken, sedan orden"), som slog an mer hos publiken på grund av en bättre text av Giovanni Battista Casti. De både operorna uruppfördes den 7 februari 1786.
Senare har det gjorts försök att bearbeta texten till Teaterdirektören för att rädda Mozarts charmfulla och livliga musik. När Goethe var teaterdirektör i Weimar lade han in alla Mozarts musiknummer i Cimarosas Impressario in angustie, som han kallade Theatralische Abenteuer.
Svensk premiär i Stockholm 1857.

## Roller
| Roller                               | Röstfack | Premiärföreställning, 7 februari 1786 |
| ------------------------------------ | -------- | ------------------------------------- |
| Frank, teaterdirektör                | Talroll  | Johann Gottlieb Stephanie             |
| Eiler, en bankir                     | Talroll  | Johann Franz Hieronymus Brockmann     |
| Buff, en komisk sångare              | Bas      | Joseph Weidmann                       |
| Monsieur Vogelsang, en sångare       | Tenor    | Valentin Adamberger                   |
| Madame Herz, en sångare              | Sopran   | Aloysia Weber                         |
| Mademoiselle Silberklang, en sångare | Sopran   | Catarina Cavalieri                    |
| Herz, en skådespelare                | Talroll  | Joseph Lange                          |
| Madame Pfeil, en skådespelare        | Talroll  | Anna Maria Stephanie                  |
| Madame Krone, en skådespelare        | Talroll  | Johanna Sacco                         |
| Madame Vogelsang, en skådespelare    | Talroll  | Maria Anna Adamberger                 |

## Handling
Teaterdirektören Frank (som vid uruppförandet spelades av librettisten Stephanie) skapar ett kringresande teatersällskap. Buff (Mozarts svåger Joseph Lange) står till tjänst med råd: Frank skall engagera billiga förmågor, tillkännage föreställningen såsom varande sensationell, vid valet av skådespel ge mindre akt på konstnärlig kvalitet än på verkningsfullhet samt muta kritikerna. Företagets ekonomi tryggas av bankiren Eiler (som spelades av Johann Franz Hieronymus Brockmann, en berömd skådespelare vid Burgtheater) som därigenom vill hjälpa sin väninna, madame Pfeill (Johanna Sacco, en populär Wienskådespelerska), att få engagemang. De anställningssökande artisterna försöker i olika scener bevisa sitt kunnande och bräda varandra. Särskilt hård är rivaliteten mellan de båda primadonnorna, madame Herz och mademoiselle Silberklang (Mozart skrev deras arior speciellt för två av Wiens stjärnsångerskor: Aloysia Weber, Mozarts svägerska, och Catarina Cavalieri). Madame Herz aria är skriven i italiensk stil, medan mademoiselle Silberklangs är utformad i fransk. Den första arian är känslosam, den andra charmfull. I terzetten ("Ich bin die erste Sängerin") ger primadonnorna aggressivt uttryck för sin konkurrens, medan monsieur Vogelsang förgäves försöker lugna damerna (tenoren spelades av den omsvärmade Valentin Adamberger, vars hustru Maria Anna spelade madame Krone). När Frank hotar med att upplösa turnésällskapet, besinnar sig artisterna snabbt och stämmer upp en lovsång till konstnärsmoralen.